# La esencia es la misma
La esencia es la misma es el nombre del tercer álbum de estudio de la banda de Hard Rock argentina El Reloj. Fue grabado y editado en 1983.

## Lista de canciones
| N.º   | Título                                 | Duración |  |
| 1.    | «La esencia es la misma»               | 5:28     |  |
| 2.    | «Un extraño dolor»                     | 3:05     |  |
| 3.    | «Cada instante... cada cosa»           | 5:05     |  |
| 4.    | «Libertad umbilical»                   | 3:02     |  |
| 5.    | «Fábulas del hombre y el ratón»        | 4:12     |  |
| 6.    | «Sublimación a la vida (Instrumental)» | 5:01     |  |
| 7.    | «La razón de existir»                  | 5:29     |  |
| 31:18 |                                        |          |  |

Letra: 1 por Osvaldo Guelache; 2,3,4,5 por Willy Gardi; 7 por Daniel Talis.
Música: 1,2,3,4,5,6 por Willy Gardi; 7 por Daniel Talis.

## Músicos
Pety Guelache: voz líder
Willy Gardi: guitarras eléctrica y española
Daniel Telis: guitarra.
Daniel Carli: bajo
Norberto Di Bella: batería.
Cristian Hubert: piano eléctrico, sintetizadores